# Aglaia (filla de Mantineu)
Aglaia (en grec antic: (Ἀγλαΐα) o Ocalia (Ὠκάλεια) va ser, segons la mitologia grega, l'esposa del rei Abant. Era filla de Mantineu i neta de Licàon, i segons Hesíode «competia en bellesa amb les olímpiques».
Va donar a llum dos fills, Pretos, rei de Tirint (o d'Argos), i Acrísios, el seu germà bessó, i rei d'Argos. Zeus els va concedir dos regnes diferents, però els dos germans ja eren enemics des que eren al ventre de la seva mare.